# Yaginumaella striatipes
Yaginumaella striatipes är en spindelart som först beskrevs av Grube 1861.  Yaginumaella striatipes ingår i släktet Yaginumaella och familjen hoppspindlar. Inga underarter finns listade i Catalogue of Life.